# Митте (округ Берлина)
Митте (нем. Mitte — «центр») — центральный административный округ Берлина, в текущих границах существующий с 2001 года. Округ был образован в ходе масштабной реформы административного деления Берлина путём слияния трёх бывших самостоятельных округов Митте, Тиргартен и Веддинг. Реформа также ввела районы в пределах округов, и старый округ Митте получил статус района в пределах нового одноимённого округа.

## География
В округе Митте располагаются большинство учреждений бундестага, бундесрата и федерального правительства, а также большинство посольств.

## Районы в составе округа Митте
- 01 Округ Митте

Районы округа Митте

- 0101 Митте (ранее — самостоятельный округ)
- 0102 Моабит (ранее — округ Тиргартен)
- 0103 Ганзафиртель (ранее — округ Тиргартен)
- 0104 Тиргартен (ранее — округ Тиргартен)
- 0105 Веддинг (ранее — округ Веддинг)
- 0106 Гезундбруннен (ранее — округ Веддинг)

## Достопримечательности

Колонна победы

- Колонна победы
- Адмиралспаласт
- Александерплац
- Берлинская телебашня
- Берлинский кафедральный собор
- Бранденбургские ворота
- Бранденбургский музей
- Дворец Подевильса
- Дворцовая площадь
- Дворцовый мост
- Жандарменмаркт
- Красная ратуша
- Музей конопли
- Музейный остров
- Николаифиртель
- Потсдамская площадь
- Рейхстаг
- Унтер-ден-Линден
- Часовня Примирения
- Ционскирхе